# Bertebek
La Bertebek fu una nave meteorologica costruita nel 1944 che fu incorporata nella Kriegsmarine il 18 luglio 1944 e vi rimase fino al marzo 1945.
Ex Rotersand, ex BX 347, di tipo peschereccio, era già di proprietà della Hanseat, Hochseefischerei AG, di Wesermunde-G, di base nel porto di Bremerhaven, aveva un equipaggio di 19 marinai e 11 meteorologi.
Ufficialmente non partecipò a nessuna operazione artica, anche se, forse, con molta probabilità, operò come nave spia sotto la copertura di Vorpostenboot V 1549.